# Paul Cullen
Paul kardinal Cullen, irski duhovnik, škof in kardinal, * 29. april 1803, Prospect, † 24. oktober 1878.

## Življenjepis
Leta 1829 je prejel duhovniško posvečenje.
8. januarja 1850 je bil imenovan za nadškofa Armagha in 24. februarja istega leta je prejel škofovsko posvečenje.
3. maja 1866 je bil imenovan za nadškofa Dublina.
22. junija 1866 je bil povzdignjen v kardinala in imenovan za kardinal-duhovnika S. Pietro in Montorio.